# Design Patterns
Pour le concept introduit par le livre, voir Patron de conception
Design Patterns (titre complet : Design Patterns: Elements of Reusable Object-Oriented Software, traduit en français sous le titre « Design patterns. Catalogue des modèles de conception réutilisables ») est un livre de méthodologie appliquée à la conception logicielle écrit par Erich Gamma, Richard Helm (en), Ralph Johnson et John Vlissides (en) (qui forment le surnommé « Gang of Four », abrégé GoF — « Bande des quatre » en français) et publié en 1994 chez Addison-Wesley.
Cet ouvrage aborde le sujet de la programmation orientée objet et introduit le concept des patrons de conception. 
Il est devenu un classique de la littérature en génie logiciel avec de nombreuses rééditions.